# Broholm Sogn
Broholm Sogn er et sogn i Assens Provsti (Fyens Stift).
Broholm Kirke blev i 1907 indviet som filialkirke til Tommerup Kirke. Broholm blev et kirkedistrikt i Tommerup Sogn, som hørte til Odense Herred i Odense Amt. Tommerup sognekommune inkl. kirkedistriktet blev ved kommunalreformen i 1970 kernen i Tommerup Kommune, der ved strukturreformen i 2007 indgik i Assens Kommune.
I 1979 blev Broholm Kirkedistrikt udskilt som det selvstændige Broholm Sogn. En mindre del af distriktet var udskilt fra Brylle Sogn.
I sognet findes følgende autoriserede stednavne:
- Broholm (bebyggelse, ejerlav)
- Høgsholt (areal, ejerlav)
- Lilleskov (bebyggelse, ejerlav)
- Mørkenborg (bebyggelse)
- Ny Skelhuse (bebyggelse)
- Skelskov (bebyggelse)
- Stenløkke (bebyggelse)
- Stærmose (bebyggelse)
- Tallerup Huse (bebyggelse)
- Tobo (bebyggelse, ejerlav)
- Tommerup Stationsby (bebyggelse)